# Кёйперс, Яуке
Яуке Кёйперс (нидерл. Jouke Kuipers; 19 октября 1901, Амстердам — 14 мая 1986, там же) — нидерландский футболист, игравший на позиции защитника, выступал за амстердамский «Аякс».

## Спортивная карьера
В августе 1921 года Яуке Кёйперс стал членом футбольного клуба «Аякс». На тот момент он жил на юге Амстердама по адресу Рюстенбюргерстрат 21. В первой команде «Аякса» дебютировал 22 марта 1925 года в матче третьего раунда Кубка Нидерландов против клуба «Фрисланд», составив вместе с Куном Делсоном центральную пару защитников. На выезде амстердамцы одержали победу со счётом 1:3 и вышли в следующий раунд.
В чемпионате Нидерландов Кёйперс впервые сыграл 15 ноября 1925 года в матче против команды УВВ, заменив в стартовом составе Долфа ван Кола. Счёт в матче открыли гости, благодаря голу ван Дорна. Вскоре Вим Волкерс сравнял счёт с пенальти, а затем отличился ещё дважды, оформив хет-трик. Незадолго до перерыва Хенк Твелкер сделал счёт 4:1. Во втором тайме гости ещё дважды поражали ворота Яна ван Хесвейка, тогда как в составе красно-белых отличился Ваут Исегер.

## Личная жизнь
Яуке родился в октябре 1901 года в Амстердаме. Отец — Мартен Кёйперс, был родом из Хёйзюма, мать — Яукье Яукес Вирсма, родилась в Титьеркстераделе. Помимо него, в семье было ещё две дочери: Гритье и Йелтье. 
Работал офисным служащем. Женился в возрасте двадцати пяти лет — его избранницей стала 23-летняя Петронелла Хейкоп, уроженка Амстердама. Их брак был зарегистрирован 21 апреля 1927 года в Амстердаме.
В июне 1933 года у них родился сын Роберт (умер в апреле 2011 года), а в сентябре 1941 года родилась дочь по имени Хенни. Его супруга умерла в июле 1980 года в возрасте 76 лет.
Умер 14 мая 1986 года в Амстердаме в возрасте 84 лет. Похоронен 16 мая на кладбище Зоргвлид в Амстердаме.